# Пачано
Пача̀но (на италиански: Paciano) е село и община в Централна Италия, провинция Перуджа, регион Умбрия. Разположено е на 391 m надморска височина. Населението на общината е 974 души (към 2010 г.).